# Margaret Seddonová
Margaret Rhea Seddonová (* 8. listopadu 1947 v Murfreesboro, stát Tennessee, USA) je americká lékařka a astronautka z tří letů raketoplány.

## Život

### Mládí a výcvik
Po základní a střední škole (Central High School, Murfreesboro) vystudovala v roce 1970 Kalifornskou univerzitu v Berkeley, obor fyziologie a doktorát medicíny obhájila na univerzitě v Tennessee (University of Tennessee, College of Medicine) v roce 1973. Pak byla zaměstnána v nemocnici v Memphisu. Odtud byla vybrána roku 1978 do NASA k oddílu připravujících se astronautů..

### Lety do vesmíru
Poprvé letěla na palubě raketoplánu Discovery s misí STS-51-D, společně s šesti dalšími astronauty, mezi nimiž byl i senátor Edwin Garn, dále Karol Bobko, Donald Williams, Stanley Griggs, Jeffrey Hoffman a technik firmy McDonnell Douglas Charles Walker. Startovali na Floridě z mysu Canaveral. Vypustili na orbitě družici Anik C-1 (známá pod názvem Telesat 9) a druhou Leasat 3. Druhá družice ovšem po vypuštění nezačala fungovat i přes řadu pokusů astronautů ji opravit. Každý takový nezdar ovlivnil finanční výtěžek letu, let tedy z tohoto pohledu nepatřil mezi úspěšné.
Druhá expedice byla s raketoplánem Columbia a zaměřena byla na biologické experimenty v laboratoři Spacelab, vezla sebou desítky krys, medúzek. Posádku mise STS-40 tvořila tato posádka: velitel Bryan O'Connor, pilot Sidney Gutierrez, letoví specialisté James Bagian, Tamara Jerniganová, Margaret Seddonová a vědečtí pracovníci dr. Millie Hughes-Fulfordová a dr. Francis Gaffney. Expedice byla úspěšná.
Svůj třetí let absolvovala v misi STS-58 na podzim roku 1993. Byla na palubě raketoplánu Columbia, jejíž posádku tvořili John Blaha, Richard Searfoss, Margaret Seddonová, William McArthur, David Wolf, Shannon Lucidová a Martin Fettman. Na palubě sebou vyvezli 48 pokusných hlodavců, celý program byl věnován biologickým zkoumáním lidí i krys při zátěži a pokusech ve vesmíru. I tato výprava přistála na základně Edwards s velkou kulisou přihlížejících diváků.
- STS-51-D Discovery (12. dubna 1985 – 19. dubna 1985)
- STS-40 Columbia (5. června 1991 – 14. června 1991)
- STS-58 Columbia (18. října 1993 – 1. listopadu 1993)

Během svých 3 letů strávila ve vesmíru 30 dní, je zaregistrována jako 163. kosmonaut Země a sedmá žena v kosmu.